# Стационе Ди Сан Мартино Вале Каудина
Стационе Ди Сан Мартино Вале Каудина (итал. Stazione Di San Martino Valle Caudina) је градска четврт (итал. frazione) града Сан Мартино Вале Каудина у Италији у округу Авелино, региону Кампанија.
Према процени из 2011. у насељу је живело 116 становника. Насеље се налази на надморској висини од 276 м.